# Albina africanizată
Albinele africanizate (cunoscute în limbaj colocvial sub denumirea de "killer bees", „albine ucigașe") sunt hibrizi ai albinei melifere africane, Apis mellifera scutellata (nu A. m. adamsonii; vezi Collet et al., 2006), cu diferite albine europene, cum ar fi albinele italiene, Apis mellifera ligustica și Apis mellifera iberiensis.